# Pergine Valsugana
Pergine Valsugana (pronunciación: /ˈpɛrʤine valsuˈgana/) es una localidad y comune italiana de la provincia de Trento, región de Trentino-Alto Adigio.
En 2020, el municipio tenía una población de 21 564 habitantes. Es el tercer municipio más poblado de la provincia, después de Trento y Rovereto.
Tiene su origen en el pequeño pueblo de Pergine, cuya existencia se conoce desde el año 845 en documentos sobre el ducado de Trento. En 1531 pasó a formar parte del Principado Episcopal de Trento, siendo anexionado en 1815 al Imperio Austriaco. El actual Pergine Valsugana se creó en 1928, cuando trece pequeñas comunas se unieron a Pergine. Desde finales del siglo XX ha crecido notablemente por su proximidad a la ciudad de Trento.
Se ubica unos 5 km al este de Trento, en la salida de la ciudad de la carretera SS47 que lleva a Padua.

## Evolución demográfica
| Gráfica de evolución demográfica de Pergine Valsugana entre 1861 y 2009 |
|                                                                         |
| Fuente ISTAT - elaboración gráfica de Wikipedia                         |